# 少女革命ウテナ コンプリートCD-BOX
『少女革命ウテナ コンプリートCD-BOX』（しょうじょかくめいウテナ コンプリート・シーディー・ボックス）は、テレビアニメ『少女革命ウテナ』のサウンドトラック。2008年8月27日にスターチャイルドから発売された。

## 概要
- テレビアニメ『少女革命ウテナ』が2008年に10周年を迎えたことを記念してリリースされた10枚組のCD-BOXで、収録時間は約10時間にも及ぶ。
- これまでにリリースされたすべてのサウンドトラックアルバムの収録曲がリマスターされて収録されている。新たにアルバム『絶対運命舞踏会 -UTENA in the CLUB-』が収録されている。
- 初回生産限定盤ではさいとうちほ描き下ろしイラストBOX仕様で、特典CDと120ページの別冊ブックレットが封入されている。

## 収録DISC
- DISK1 - 絶対進化革命前夜（1997年7月24日発売）
- DISK2 - バーチャルスター発生学（1997年11月6日発売）
- DISK3 - 体内時計都市オルロイ（1998年1月1日発売）
- DISK4 - 天使創造すなわち光（1998年2月4日発売）
- DISK5 - さあ、私とエンゲージして…（1998年4月3日発売）
- DISK6 - さあ、私とエンゲージして…（1998年4月3日発売）
- DISK7 - 麗人ニルヴァーナ来駕 〜ボクのアンドロギュヌス〜（1999年5月28日発売）
- DISK8 - 薔薇卵蘇生録ソフィア -中世よ甦れ!-（1999年5月28日発売）
- DISK9 - アドゥレセンス・ラッシュ（1999年8月14日発売）
- DISK10 - NEW ALBUM「絶対運命舞踏会 -UTENA in the CLUB-」